# Mickaël Lopes Da Veiga
 (décembre 2019).
 (décembre 2019).
Mickaël Lopes Da Veiga, né le 13 avril 1991 à Méru, est un athlète franco-capverdien. Il commence sa carrière professionnelle à l'âge de 21 ans en full-contact.
Après plusieurs titres de champion dans la catégorie de boxe pieds poings, il s'oriente vers le kickboxing. 
En mai 2017, il remporte la ceinture de champion de France chez les moins de 75 kg.
En 2018, il dispute, dans les règles du K-1, son premier championnat du monde à Sartrouville. Il fait face au tenant du titre, l'Allemand John Kallenbach. Au terme de cinq rounds de trois minutes, il est déclaré, à l'unanimité des juges, nouveau champion du monde chez les moins de 75 kg.
Fin 2019, il est toujours champion du monde de K-1 de la Fédération I.S.K.A. (International Sport Kickboxing Association) chez les moins de 75 kg,.

## Biographie
Mickaël Lopes da Veiga, dit « Magnum », commence les arts martiaux à l’âge de 8 ans. Il pratique alors l’aïkido, jusqu’à ses 12 ans.
En septembre 2003, il s'oriente vers la boxe. Il s'inscrit au club sartrouvillois Full Contact Boxing Team. Il s'entraîne à la boxe pieds poings avec Jorge Sabino, qui reste par la suite son entraîneur.
Il commence les compétitions dès l’âge de 13 ans en Light-contact, jusqu’à ses 16 ans. Il remporte à plusieurs reprises les titres de champion d’Île-de-France et vice-champion de France.
En 2008, à l’âge de 16 ans, il est membre de l’équipe d’Ile-de-France. Il passe l’année suivante dans la catégorie full-contact. Il obtient le titre de champion de France en moins de 81 kg.
À l’âge de 18 ans, il intègre les juniors et, lors d’un combat à Marseille, devient champion de France de full-contact.
A 19 ans, il est champion d’Ile-de-France, puis vice-champion de France dans la catégorie amateur.

## Carrière semi-professionnelle
En 2010, Mickaël Lopes Da Veiga intègre la catégorie des semi-professionnels. Il y est champion de France la même année.
Durant la saison 2011-2012, il est rappelé dans l’équipe d’Ile-de-France. Il affronte lors de son premier combat international le boxeur hispano-russe Igor Kharlashevsky. À l’issue des trois rounds, Mickaël Lopes Da Veiga est déclaré vainqueur à l’unanimité des juges. À 21 ans, il confirme donc son statut de champion de France.

## Carrière professionnelle
Courant 2013, la Fédération fighting full contact et disciplines associées (FFFCDA) lui propose de disputer en Normandie une ceinture nationale professionnelle, face à Jason Godin. Mickaël Lopes Da Veiga s’incline lors d’un combat serré, disputé en cinq rounds de deux minutes.
L’année suivante, il est appelé en équipe de France pour combattre pour la première fois à l’étranger (Roumanie). Il perd face à un boxeur turc.
En mars 2014, alors âgé de 22 ans, « Magnum » dispute une ceinture européenne ICO (International Combat Organisation) au Midland Mayhem 4, à Birmingham, face à l’Anglais Karl Johnson Il devient champion d’Europe ICO à l’unanimité des juges, après un combat à sens unique.
En janvier 2015, au Challenge TTT 10 de Wattrelos, Mickaël Lopes Da Veiga affronte Johan Tkac. Il en sort vainqueur à l’unanimité des juges. 
La même année, Mickaël Lopes Da Veiga enchaîne trois autres combats en full-contact : en mars au Super fight de Gravelines contre David Van Branteghem ; en mai, contre Cyril Joel Missipo à Conflans-Sainte-Honorine ; et  en Angleterre, pour son 50e combat (il y obtient la ceinture « des Cinq Nations ») : trois victoires.
En janvier 2016, au Challenge TTT 11, Mickaël Lopes Da Veiga a pour adversaire David Van Branteghem. Il gagne son combat. Il arrête la boxe quelques mois à cause d'une blessure au métacarpe.
Durant la saison sportive 2016-2017, toujours avec son club de Sartrouville, il se dirige vers le kickboxing, discipline plus médiatisée, vers laquelle s’orientent des boxeurs de renommée. Le boxeur Cédric Doumbé défie Mickaël Lopes Da Veiga.  Ce dernier, souhaitant se mesurer aux meilleurs, décide de se concentrer sur ce style de boxe.
Il dispute, en octobre 2016, son premier combat, contre Christopher Plouvin à l’occasion de La Nuit des 6 nations III, à Montdidier : victoire par KO technique (TKO) au deuxième round. 
En novembre 2016, durant La Nuit des 3 nations à Ham, il est opposé à l’Anglais Martin Khabrel et lui inflige un TKO à la seconde reprise.
L’année 2017, victoire à l’unanimité des juges face à Williams Illemay, au cours de la cinquième édition du gala Muay thai Attitude, à Conflans-Sainte-Honorine.
En mars, au cours de La nuit du karaté full contact 9, à Montdidier, il rencontre le boxeur Éric Dénis. Il lui impose un TKO au deuxième round. 
Il s’attaque alors à une classe supérieure. Mickaël Lopes Da Veiga affronte Bakari Tounkara (champion du monde WKN (World Kickboxing Network) et champion d’Europe WAKO PRO & WFKB) pendant La Nuit des Dragons d’Or à Liévin en avril 2017. Il s’impose à l’unanimité des juges au terme des trois rounds de trois minutes.
En mai 2017, il combat pour le titre national au cours de la 14e édition du Trophée de l’Éphèbe à Agde , face au champion en titre Bernard Tavernier. « Magnum » remporte le combat par TKO à la troisième reprise. C'est sa première année de pratique. Il est champion de France.
Invaincu en 2017, Mickaël Lopes Da Veiga démarre 2018 dans un match de full-contact sur le « Challenge TTT 12 » à Wattrelos : il rencontre Thomas Girot dans un combat de cinq rounds de deux minutes. Il gagne à l’unanimité des juges.
Le 3 février 2018, à l’âge de 26 ans, à l’occasion du « Muay Thai Attitude 6 », dans sa ville à Sartrouville, il dispute son premier championnat du monde K-1 en moins de 75 kg face au tenant du titre, l’Allemand John Kallenbach. À l’issue de cinq rounds de trois minutes, « Magnum » est sacré  nouveau  champion du monde ISKA (International Sport Kickboxing Association).
En mars 2018, Mickaël Lopes Da Veiga est invité au tournoi du « Partouche Kickboxing Tour » de Khader Marouf, dans la catégorie des moins de 77 kg. Il entame son premier combat face au numéro 1 roumain Claudiu Badoi. Il perd au deuxième round. 
En mai, il gagne son combat contre Nicolas Atmani, lors du TEKB15, puis en juillet, contre Sufian Harrak en demi-finale du Partouche Kickboxing Tour. Il perd en finale contre Karim Benmasour.
En octobre, lors du Fight Legend à Genève, il affronte et bat en K-1 Marco Milanovic par abandon au premier round. 
Fin 2018, Mickaël Lopes Da Veiga perd contre Christian Berthely au tournoi King of the Ring (TKR3) puis contre Milan Kratochvila à l’occasion du championnat de monde WKN en moins de 76 kg au Muay Thai Attitude 7 en février 2019.
« Magnum » décide alors de marquer une pause. ll veut revenir plus déterminé et plus combatif.

## Titres
- 2015 : champion d'Europe ICO full contact
- 2017 : champion de France de kickboxing
- 2018 : champion du monde de K-1 ISKA moins de 75 kg[5]